# Узкоколейная железная дорога Кучукского сульфатного комбината
Узкоколейная железная дорога Кучукского сульфатного комбината — Заводская узкоколейная железная дорога, колея 750 мм. Эксплуатируется в настоящее время 10 км. Грузовое движение, перевозка минеральных солей от места добычи до комбината . 

## История
Химический завод (комбината) «Кучуксульфат» расположен в рабочем посёлке Степное Озеро в Благовещенском районе Алтайского края и является градообразующим предприятием. Кучукский сульфатный комбинат был открыт в 1960 году, первые участки узкоколейной железной дороги появились тогда же .

## Современное состояние
«Узкоколейная железная дорога химического комбината Кучуксульфат» является одной из самых интенсивно работающих узкоколейных железных дорог России. Грузовое движение поездов ежедневное и достаточно интенсивное, развёрнутая протяжённость узкоколейной железной дороги составляет около 10 километров. Узкоколейка пролегает частично по дну сухого озера Селитренное, на дне высохшего озера ведётся активная добыча солей. Соль грузится в вагоны-самосвалы (думпкар) модели 47-641 и по узкоколейной железной дороге доставляется на химический завод . По состоянию на 2012 год узкоколейная железная дорога работает, грузовое движение.

## Подвижной состав
Локомотивы:
- ТУ7А - № 3340, 3341, 3347
- ТУ6СПА / ТУ8СПА - № 053, 054

Вагоны:
- Платформы
- Хопперы-дозаторы
- Вагоны-самосвалы (думпкары)

Путевые машины:
- Снегоочиститель узкоколейный
- Путеукладчики (Поезд строительно-ремонтный)